# Stäfa
Stäfa é uma comuna da Suíça, no Cantão Zurique, com cerca de 12.305 habitantes. Estende-se por uma área de 8,59 km², de densidade populacional de 1.432 hab/km². Confina com as seguintes comunas: Freienbach (SZ), Hombrechtikon, Männedorf, Oetwil am See, Richterswil, Wädenswil.
A língua oficial nesta comuna é o Alemão.